# 폭스의 순교사
폭스의 순교사(Foxe's Book of Martyrs)는 존 폭스가 쓴 역사서이다. 원제는 활동과 기념비(Actes and Monuments)이지만 폭스의 순교사라는 제목으로 더 잘 알려져 있다. 중세시대 로마 가톨릭 교회에 의해 저질러진 개신교인에 대한 탄압과 학살을 기록한 책으로 메리 1세 (잉글랜드)의 치하에서 겪었던 극심한 박해의 기억을 보존하였다. 존 번연의 <<천로역정>>과 함께 기독교 고전의 쌍벽을 이루는 책이다. 이 책의 뒷부분은 존 폭스 사후 시대의 가톨릭 교회의 박해 기사들을 폭스의 문체를 살려 편집해 놓았다.

## 목차
- 제1장 네로에 의해 자행된 첫 번째 총체적 박해
- 제2장 열 차례의 초기 박해들
- 제3장 페르시아의 성도들에게 가해진 박해들
- 제4장 교황이 저지른 박해들
- 제5장 종교 재판에 관한 기사
- 제6장 교황권 밑에서 자행된 이탈리아의 박해들
- 제7장 존 위클리프의 생애와 박해에 관한 기사
- 제8장 교황권 밑에서 자행된 보헤미아의 박해들
- 제9장 마틴 루터의 생애와 박해에 관한 기사
- 제10장 독일에서의 총체적인 박해
- 제11장 네덜란드에서 자행된 박해들
- 제12장 하나님의 참된 종이자 그분의 순교자인 윌리엄 틴데일의 삶과 이야기
- 제13장 존 칼빈의 삶에 관한 기사
- 제14장 메리 여왕 이전에 영국과 아일랜드에서 자행된 박해들
- 제15장 헨리 8세의 통치 기간에 스코틀랜드에서 자행된 박해들
- 제16장 메리 여왕 통치 기간에 영국에서 자행된 박해들
- 제17장 아일랜드에 있었던 프로테스탄트 신앙의 진보와 박해
- 제18장 존 번연의 생애와 박해에 관한 기사
- 제19장 존 웨슬리의 생애에 관한 기사
- 제20장 1814년에서 1820년까지 프랑스에서 프로테스탄트들에게 가해진 박해들
- 제21장 미국의 해외 선교 시작

1. ↑  리드, 스탠포드 (1993). 〈9〉. 《칼빈이 서양에 까친 영향》. Sŏul: K'ŭrisŭch'yan Daijesŭt'ŭ. 242쪽. ISBN 89-447-0198-9.